# Adradas
Adradas és un municipi espanyol ubicat a la província de Sòria, dins la comunitat autònoma de Castella i Lleó.

## Demografia
| Any      | 1900 | 1910 | 1920 | 1930 | 1940 | 1950 | 1960 | 1970 | 1980 | 1990 | 2000 |
| Població | 362  | 391  | 440  | 419  | 433  | 360  | 256  | 239  | 142  | 130  | 98   |